# Regiunea Berat
Regiunea Berat (în albaneză Qarku i Beratit) este una dintre cele 12 regiuni ale Albaniei. Conține districtele Berat, Kuçovë și Skrapar, iar capitala sa este orașul Berat.